# Brachinus brunneus
Brachinus brunneus är en skalbaggsart som beskrevs av François Louis Nompar de Caumont de Laporte. Brachinus brunneus ingår i släktet Brachinus och familjen jordlöpare. Inga underarter finns listade i Catalogue of Life.